# Martinus van Scheltinga (1666-1742)
Martinus van Scheltinga (Heerenveen, 19 februari 1666 - aldaar, 11 december 1742) was een Nederlands bestuurder. 

## Biografie
Van Scheltinga was een zoon van Daniël de Blocq van Scheltinga (1621-1703) en Martha van Kinnema (1629-1708). Zijn vader was een zoon van Lieuwe van Scheltinga, advocaat aan het Hof van Friesland, en Anna de Blocq. Daniël was grietman van Schoterland en afgevaardigde voor de Grote Vergadering. Zijn moeder was een dochter van Cornelius van Kinnema, advocaat en later raadsheer aan het Hof van Friesland, en Romckjen Fockens. Martinus was lid van de familie Van Scheltinga.
Na zijn studie ondernam Martinus een reis door Frankrijk. Reeds in 1679 kwam Martinus voor als Volmacht ten Landsdage namens Schoterland. In 1689 werd hij grietman van Lemsterland. Deze functie stond hij in 1692 af aan zijn neef Regnerus van Andringa. Hij volgde zijn vader daarna op als grietman van Schoterland. Dit ambt bekleedde hij tot 1715. Zijn zoon Menno Coehoorn van Scheltinga volgde hem op.
Van Scheltinga bekleedde naast het ambt van grietman verschillende aanzienlijke functies. Zo was hij gecommitteerde van de Generaliteitsrekenkamer en gecommitteerde van de Admiraliteit van Friesland en van de Admiraliteit van Amsterdam. Ook was hij gecommitteerde van de Raad van State en lid van Gedeputeerde Staten van Friesland.
De familie Scheltinga bewoonde in Heerenveen de Scheltinga State. Deze state werd in 1841 afgebroken en ter plaatse verrees een katholieke kerk. Deze kerk werd in 1933 vervangen door de Heilige Geestkerk. Verder was Martinus' vrouw Amalia in het bezit van de Wigara state te Terzool.
In de oranjerie van Oranjestein in Oranjewoud is een marmeren beeldhouwwerk aanwezig met de portretten van Martinus van Scheltinga en zijn tweede vrouw Wisckje. Dit beeldhouwwerk is vermoedelijk afkomstig uit de inmiddels gesloopte hervormde kerk van Heerenveen. Het zou onderdeel uitgemaakt hebben van een grafmonument.

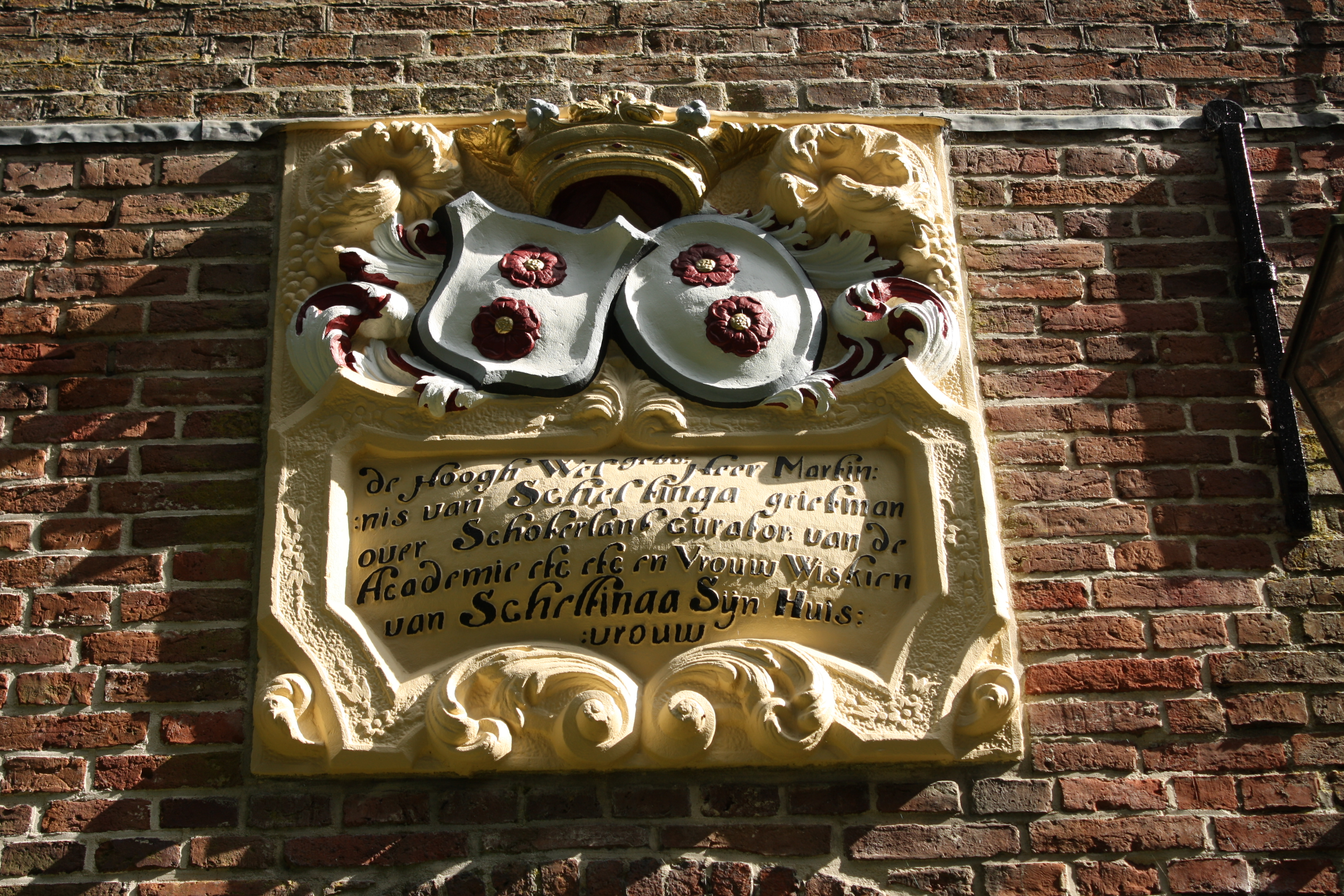
Gevelsteen met het alliantiewapen van Martinus en Wisckje van Scheltinga boven de ingang van de kerk van Schurega uit 1715.
Kaart van Schoterland uit de Schotanusatlas (1718). Met als onderschrift: "Doe De Heer Martinus van Scheltinga Aldaar Grietman was, Ende Mede Gecommitteerde ter Vergaderingen van Haare Hoog Mogende Wegens de Provincie van Friesland In 's Gravenhage."

## Huwelijk en kinderen
Van Scheltinga trouwde in 1700 te Heerenveen met Amalia van Coehoorn (1683-1708), dochter van Menno van Coehoorn en Magdalena van Scheltinga. Samen kregen zij vijf kinderen:
1. Menno Coehoorn van Scheltinga (1701-1777), trouwde met zijn nicht Martha Kinnema van Scheltinga. Menno volgde zijn vader in 1715 op als grietman van Schoterland.
2. Martha Kinnema van Scheltinga (1702-1778), trouwde met Tinco Lycklama à Nijeholt, grietman van Utingeradeel en raadsheer aan het Hof van Friesland.
3. Daniël de Blocq van Scheltinga (1704-1781), trouwde met Aletta Catharina Lycklama à Nijeholt. Daniël was evenals zijn vader gecommitteerde van de Generaliteitsrekenkamer en van de Admiraliteit van Friesland en van de Admiraliteit van Amsterdam.
4. Cornelis Theodorus van Scheltinga (1706-).
5. Magdalena van Scheltinga (1706-1750), trouwde met Epeus Wielinga, raadsheer aan het Hof van Friesland.
6. Anna Romelia van Scheltinga (1707-1744).

Na het overlijden van Amalia in 1708 hertrouwde Martinus in 1713 te Kollum met Wisckje van Scheltinga (1681-1760), dochter van Livius de Blocq van Scheltinga en Sophia Catharina Broersma. Samen kregen zij vier kinderen:
1. Livius van Scheltinga (1715-1720), jong overleden.
2. Een jong overleden kindje.
3. Een jong overleden kindje.
4. Cornelis van Scheltinga (1718-1775), trouwde met Cecilia Johanna van Eysinga. Cornelis werd de stamvader van de Kollumer tak van de familie van Scheltinga.[10]

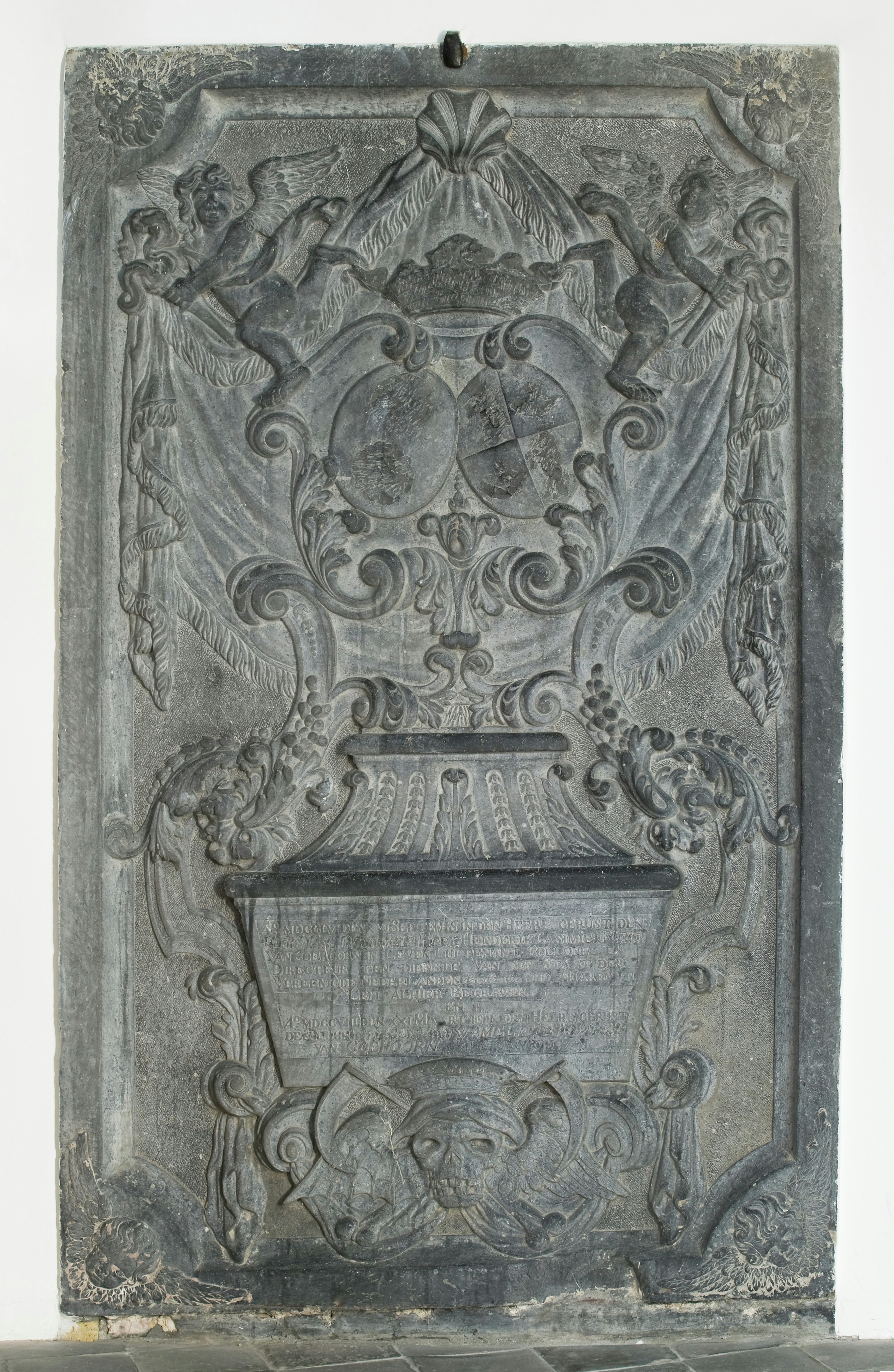
Grafsteen voor Amalia van Coehoorn en haar broer Hendrik Casimir in de Vaste Burchtkerk van Wijckel.
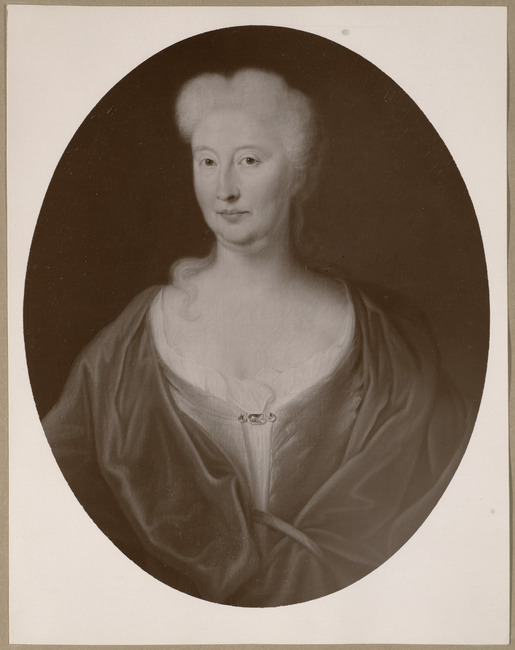
Portret van Wisckje van Scheltinga, geschilderd door Bernard Accama.
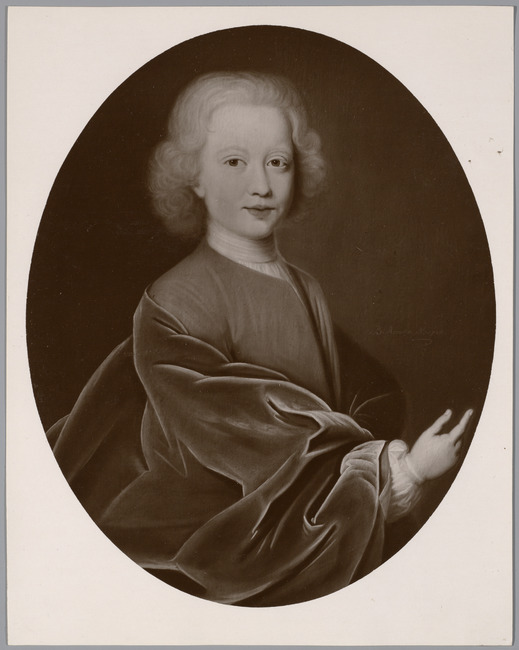
Portret van Cornelis van Scheltinga, geschilderd door Bernard Accama.